# Dilbat
Dilbat fou una ciutat estat de Mesopotàmia que correspon a la moderna Tell ed-Duleim o Tell al-Deylam a l'Iraq. Estava al sud-est de Babilònia a la riba oriental de l'Eufrates, a la governació d'al-Qadisiyyah. El ziggurat dedicat a la deessa Urasg, que esmenta l'èpica de Gilgamesh, era al centre de la ciutat.
Fou fundada al segon període dinàstic vers 2700 aC. Hi ha mencions en temps dels sargònides d'Accàdia, i va passar als babilonis vers el segle xviii aC. La ciutat va continuar existint sota els cassites i perses, i encara existia a l'inici del període musulmà. Fou centre agrícola principalment.
El jaciment arqueològic està format per dos munts, un a l'oest del primer mil·lenni aC fins a l'època islàmica, i un més gran a l'est que va del tercer al primer mil·lenni.
Fou excavada breument per Hormuzd Rassam al final del segle xix, que va trobar diverses tauletes principalment del període neobabiloni. El 1989 hi va excavar J. A. Armstrong de l'Oriental Institute of Chicago. Encara que l'excavació està en els seus inicis (aturada per la guerra després de 1990) s'han trobat ja nombroses tauletes i altres han arribat al mercat negre procedents d'excavacions il·legals.